# Синпаул (комуна, Клуж)
Синпаул (рум. Sânpaul) — комуна у повіті Клуж в Румунії. До складу комуни входять такі села (дані про населення за 2002 рік):
- Берінду (518 осіб)
- Міхеєшть (318 осіб)
- Синпаул (825 осіб)
- Сумурдуку (124 особи)
- Топа-Міке (278 осіб)
- Шарду (500 осіб)

Комуна розташована на відстані 341 км на північний захід від Бухареста, 17 км на північний захід від Клуж-Напоки.

## Населення
За даними перепису населення 2002 року у комуні проживали 2563 особи.
Національний склад населення комуни:
| Національність | Кількість осіб | Відсоток |
| -------------- | -------------- | -------- |
| румуни         | 2219           | 86,6%    |
| цигани         | 333            | 13,0%    |
| угорці         | 11             | 0,4%     |

Рідною мовою назвали:
| Мова      | Кількість осіб | Відсоток |
| --------- | -------------- | -------- |
| румунська | 2262           | 88,3%    |
| циганська | 290            | 11,3%    |
| угорська  | 11             | 0,4%     |

Склад населення комуни за віросповіданням:
| Релігія        | Кількість осіб | Відсоток |
| -------------- | -------------- | -------- |
| православні    | 2341           | 91,3%    |
| п'ятдесятники  | 125            | 4,9%     |
| греко-католики | 33             | 1,3%     |
| баптисти       | 29             | 1,1%     |
| реформати      | 7              | 0,3%     |
| римо-католики  | 4              | 0,2%     |
| не релігійні   | 2              | 0,1%     |

## Зовнішні посилання
- Дані про комуну Синпаул на сайті Ghidul Primăriilor [Архівовано 25 січня 2013 у Wayback Machine.]